# Задняя Поляна
За́дняя Поля́на — посёлок в составе Прудовского сельского поселения
Новосильского района Орловской области России. До 1965 года входил в состав Залегощенского района.

## География
Располагается на равнинной местности по левой стороне автодороги Новосиль — Мценск в 4 км от сельского административного центра и в 9 км (по автодороге) от районного.

## Описание
Посёлок Задняя Поляна (в просторечии Сознание) появился в послереволюционное советское время в 1920-х годах, в котором был образован колхоз «Сознанье». В годы Великой Отечественной войны был оккупирован немцами. Освобождён 20 июля 1943 года при участии 137-й стрелковой дивизии.

## Население
| Годы      | 1926 | 2000 | 2010 |
| --------- | ---- | ---- | ---- |
| Население | 118  | 11   | 1    |